# 西灣鎮區 (北達科他州本森縣)
西灣鎮區（英語：West Bay Township）是位於美國北達科他州本森縣的一個鎮區。

## 地方資料
西灣鎮區的面積為91.31平方千米，當中陸地面積為90.87平方千米，而水域面積為0.54平方千米。根據2020年美國人口普查的數據，當地共有人口35人，而人口密度為每平方千米0.38人。